# Триъгълник (теленовела)
„Триъгълник“ (на испански: Triángulo) е мексиканска теленовела, създадена от Мария Саратини, режисирана от Артуро Рипщайн и Серхио Муньос, и продуцирана от Ернесто Алонсо за Телевиса през 1992 г.
В главните роли са Даниела Кастро и Едуардо Паломо, а в отрицателните - Кения Гаскон, Гилермо Гарсия Канту, Патрисия Рейес Спиндола, Росио Собрадо и Лус Мария Херес. Специално участие вземат първите актьори Хулиета Егурола, Енрике Лисалде, Роберто Антунес и Умберто Елисондо.

## Сюжет
Сара е наивна млада жена, която живее с баща си Салвадор, който е женен за Вирхиния, която има две дъщери от предишния си брак, Нина и Росаура, която се омъжва за влиятелния и богат мъж Иван Вияфранка. Вирхиния и дъщерите ѝ живеят, тормозейки Сара.
Сара и нейната най-добра приятелка Дорис учат за медицински сестри, тъй като Салвадор е разорен и това не позволява на дъщеря му да учи по-добра специалност, а Салвадор живее, обвинявайки семейство Вияфранка за лошото си положение.
Иван Вияфранка е добър мъж и примерен съпруг, който обича Росаура, но открива, че не може да има деца; и за Иван да не я напусне, тя измисля, че той е този, който не може.
От друга страна, Сара се среща с Давид Вияфранка, брат на Иван, и се влюбва в него, въпреки възражението на всички. Но Давид, който винаги говори лошо за брат си, просто иска да се възползва от Сара, и когато той я прави своя, я изоставя. Иван заплашва брат си, че ще го изпрати в Бразилия с братовчед им, Уили, за да остави порочния живот, който води. Давид се съгласява да напусне страната, когато Сара разбира, че очаква дете от него.
Аркадио Вияфранка, бащата на Иван и Давид, е убит, а Салвадор е обвинен в престъплението и осъден. Отчаяна, Сара решава да се обади на Иван (когото все още не познава лично) да поиска помощ и тя е изненадана да види, че Иван, освен че е много привлекателен мъж, е и добър човек, готов да помогне, много различен от този, за когото е говорил Дейвид. Помощта обаче пристига твърде късно: отчаяният Салвадор се самоубива в затвора.
Сара е сама и бездомна и отново иска помощ от Иван, който е ядосан на брат си и ѝ обещава, че ще накара Давид да се върне в Мексико, за да се ожени за нея, но лошата новина идва от Бразилия: и Давид, и Уили са починали. Семейството попада в криза, Иван решава да закриля Сара. Тогава доня Ана, майката на Иван и Давид, отива да живее в къщата на Вияфранка, преди болестта на Росаура и радостта на Иван.
Росаура и Иван решават да осиновят момче, за да е истинско семейството им. Злата Росаура решава да се възползва от пристигането на Сара, която успява да убеди, за да даде сина си за осиновяване. Отчаяна и виждайки, че Иван е добър човек, Сара приема, но ясно показва, че дава сина си само на Иван. Когато се ражда момчето, Иван го признава за Вияфранка.
Росаура започва да показва истинската си природа и Иван е разочарован от нея. Между Сара и Иван се появява привличане. Един ден той открива за измамата на съпругата си и се развежда с нея. Мислейки си, че Сара не изпитва вече чувства към брат му, ѝ предлага да се оженят. Сара приема, но около тях започват да се плетат интриги, чиито един от инициаторите е Дорис, която също е влюбена в Иван.
Неочаквано Давид и Уили отново се появяват живи. Двамата са били задържани и подложени на мъчения от диваци. Давид, решен, казва, че ще се ожени за Сара и иска да признае сина си. Иван, който не знае какво да прави, попада в депресия, когато Сара се връща при Давид.
По-късно се разкрива голяма семейна тайна: Иван е осиновен. Давид не се колебае и му казва, че иска да се откаже от фамилното им име и наследството на баща им. Иван се съгласява да напусне семейството, но Ана му казва, че за нея винаги ще бъде неин син. Неговият чичо Басилио също оказва подкрепата си на Иван, като му казва, че той е този, който е вдигнал компанията, когато е била на път към разоряването, че е работил упорито за нея и има всички права. Освен това Аркадио е категоричен, че винаги е приемал Иван като свой син и че никой не може да му отнеме това право.
Сара също защитава Иван срещу Давид. Щом вече се завръща щастието, Давид прави едно последно зло: той казва на Сара, че Иван знае, че баща ѝ е бил невинен. Давид негодува срещу Иван. Басилио се опитва да убеди Сара, че Иван наистина не знае нищо, но Сара не му прощава и напуска къщата заедно със сина си. Иван, победен, решава да се премести в Бразилия. Малко след това Давид е приет в клиника за психично болни.
Времето минава и Давид се възстановява от кризата си. Ана му казва, че трябва да се върне у дома, защото Иван се връща от Бразилия и иска да го види. Давид приема и всички посрещат с обич Иван. Росаура, която също научила за завръщането му, решава да го спечели отново и му предлага да вечерят заедно, но Иван отказва.
Сара и синът ѝ са посетени от Давид, който се опитва да я убеди да се върне при него и че този път ще я направи щастлива, но момчето отблъсква истинския си баща. Докато говорят, Иван пристига и присъствието му е причината за неспокойствието на младата жена. Сара оставя Давид в стаята и последва Иван в градината, искайки му прошка и заявявайки му любовта си, и го целува.

## Актьори
- Даниела Кастро – Сара Гранадос Рохас
- Едуардо Паломо – Иван Вияфранка Линарес
- Гилермо Гарсия Канту – Давид Вияфранка Линарес
- Патрисия Рейес Спиндола – Вирхиния Гранадос
- Енрике Лисалде – Салвадор Гранадос
- Хулиета Егурола – Ана Линарес де Вияфранка
- Умберто Елисондо – Аркадио Вияфранка
- Кения Гаскон – Росаура Гранадос Верти
- Клаудия Рамирес – Нина Гранадос Верти
- Росио Собрадо – Дорис Фернандес
- Лус Мария Херес – Мариана Армендарис
- Телма Дорантес – Алисия
- Ампаро Гаридо – Исабел Армендарис
- Роберто Антунес – Басилио Линарес
- Хуан Игнасио Аранда – Уили Линарес
- Луис Хавиер – Макс Алпонте
- Адалберто Пара – Хулиан Санчес
- Шантал Андере – Себе си
- Луси Таме – Матилде
- Клаудио Баес – Аугусто
- Елса Карденас
- Маргарита Исабел

## Премиера
Премиерата на Триъгълник е на 3 август 1992 г. по Canal de las Estrellas. Последният 80. епизод е излъчен на 20 ноември 1992 г.

## Награди и номинации
Награди TVyNovelas 1993
| Категория                           | Номиниран(а)         | Резултат   |
| ----------------------------------- | -------------------- | ---------- |
| Най-добър актьор в главна роля      | Едуардо Паломо       | Номиниран  |
| Най-добра актриса в главна роля     | Даниела Кастро       | Номинирана |
| Най-добър актьор в отрицателна роля | Гилермо Гарсия Канту | Номиниран  |
| Най-добра актриса в поддържаща роля | Хулиета Егурало      | Номинирана |
| Най-добър актьор в поддържаща роля  | Роберто Антунес      | Номиниран  |
| Най-добър пръв актьор               | Енрике Лисалде       | Номиниран  |
| Най-добър млад актьор               | Едуардо Паломо       | Номиниран  |
| Най-добро женско откритие           | Кения Гаскон         | Номинирана |

Награди ERES 1993
| Категория                | Номиниран(а)                                | Резултат   |
| ------------------------ | ------------------------------------------- | ---------- |
| Най-добра музикална тема | Entre tú y yo в изпълнение на Шантал Андере | Номинирана |